# Hildburghausen

Hildburghausen este un mic orășel în landul Turingia (Freistaat Thüringen) din Germania. Este orașul reședință al districtului cu același nume.

## Scurt istoric

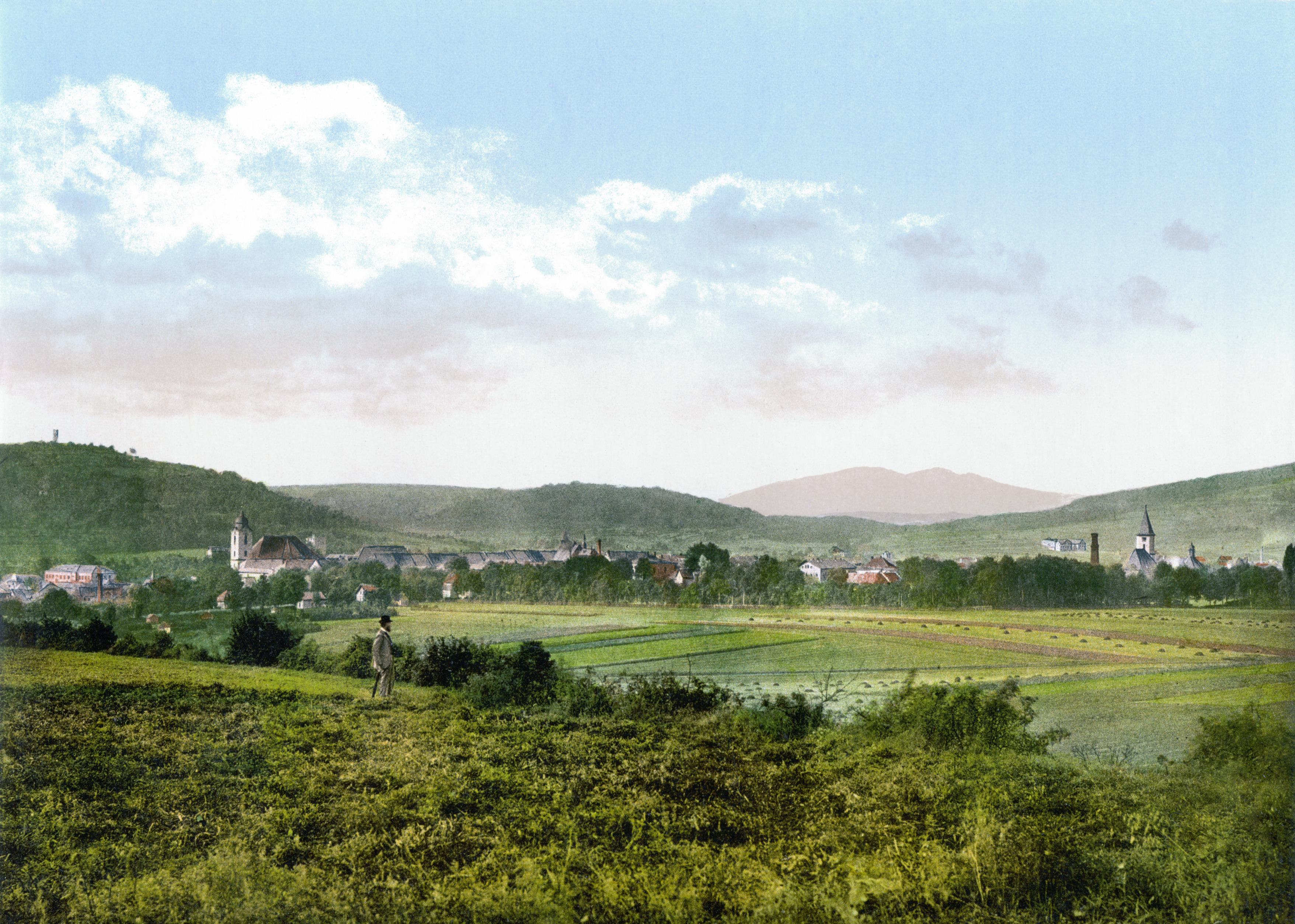
Hildburghausen în jurul anului 1900

Orașul este format din centrul vechi și din orașul nou construit în 1710 de refugiați protestanți francezi. De la prima menționare documentară a localițății în 1243, ea a aparținut de diverse domenii și landuri. Deja din anul 1324 are dreptul de oraș. În războiul de 30 de ani a fost aproape în întegime distrus. 
Din 1828 pînă 1874 a fost sediul editurii Bibliographisches Institut und a apărut dicționarul Meyers.

## Personalități
- Astronomul Eduard Schönfeld născut în 22 decembrie 1828
- Joseph Meyer

1. ↑  Alle politisch selbständigen Gemeinden mit ausgewählten Merkmalen am 31.12.2018 (4. Quartal) (în germană), Statistisches Bundesamt[*], arhivat din original la 10 martie 2019, accesat în 10 martie 2019